# Nucleosintesi delle supernovae
La nucleosintesi delle supernove è la produzione di nuovi elementi chimici all'interno delle supernovae. Ciò accade principalmente a causa dell'esplosiva nucleosintesi durante la combustione dell'ossigeno e del silicio. Queste reazioni di fusione creano gli elementi silicio, zolfo, cloro, argon, potassio, calcio, scandio, titanio, vanadio, cromo, manganese, ferro, cobalto e nichel. In seguito alla loro espulsione durante un'esplosione di supernova, la loro abbondanza nel mezzo interstellare aumenta. Gli elementi pesanti (più pesanti del nichel) si formano in prevalenza a seguito di un processo di cattura dei neutroni noto come processo r; in realtà, ci sono pure altri processi ritenuti responsabili della nucleosintesi di alcuni di questi elementi, come ad esempio il processo rp e un fenomeno di fotodisintegrazione noto come processo p. Quest'ultima sintetizza gli isotopi più leggeri e poveri di neutroni degli elementi pesanti.

## Supernove
Una supernova è un'esplosione di massa di una stella che può avvenire in due modi: il primo prevede che una nana bianca, una volta raggiunto il limite di Chandrasekhar dopo aver assorbito materia da una stella compagna (di solito una gigante rossa), collassi in una stella di neutroni o in un buco nero, e il collasso inneschi la fusione nucleare degli atomi di carbonio e ossigeno rimanenti. L'improvviso rilascio di energia produce un'onda d'urto, e la nana bianca viene fatta a pezzi. La seconda possibilità, più comune, avviene quando una stella massiccia, di solito una supergigante, ha prodotto una notevole quantità di ferro nel suo nucleo, la cui fusione assorbe energia invece di liberarla. Quando la massa del nucleo di ferro raggiunge il limite di Chandrasekhar, decade in neutroni e, sotto l'effetto della sua stessa gravità, implode. Ne risulta una tremenda ondata di neutrini, che sottraggono un'enorme quantità di energia alla stella e iniziano a viaggiare verso l'esterno. Attraverso un processo non del tutto compreso, una parte dell'energia trasportata dai neutrini viene ceduta agli strati esterni della stella. Quando, alcune ore dopo, l'onda d'urto raggiunge la superficie della stella, la sua luminosità aumenta drasticamente e gli strati esterni vengono sparati nello spazio. Il nucleo della stella può diventare una stella di neutroni o un buco nero, a seconda della sua massa.

## Elementi fusi

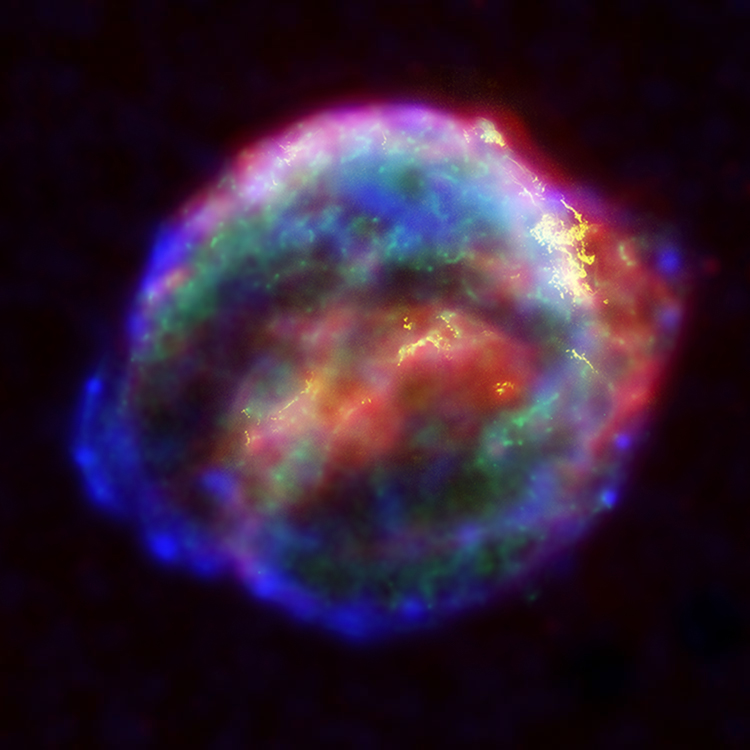
Immagine composita della supernova di Keplero tratta da immagini dello Spitzer Space Telescope, del telescopio spaziale Hubble, e del Chandra X-ray Observatory.

A causa della grande quantità di energia rilasciata, in una esplosione di supernova le temperature raggiunte sono molto più elevate di quelle registrabili su una stella normale. Le alte temperature favoriscono un ambiente in cui si formano gli elementi di massa atomica superiore a 254, fino al californio, ottenuto ed osservato sulla Terra solo in laboratorio. Nella fusione nucleare della nucleosintesi stellare, il peso più elevato per un elemento fuso è quello del nichel, che raggiunge un isotopo di massa atomica 56. La fusione degli elementi compresi fra silicio e nichel avviene solo nelle stelle più massicce, che terminano la loro vita con un'esplosione di supernova (processo di fusione del silicio). Un processo di cattura di un neutrone, chiamato processo s, durante la nucleosintesi stellare, può creare elementi fino al bismuto, con massa atomica 209. Il processo s avviene in prevalenza nelle stelle di piccola massa che si evolvono più lentamente.

## Il processo r
Durante la nucleosintesi delle supernove, il processo r (r sta per "rapido") crea isotopi molto ricchi di neutroni, che decadono subito dopo nel primo isotopo stabile, creando così isotopi stabili ricchi di neutroni di tutti gli elementi pesanti. Questo processo di cattura dei neutroni avviene in un ambiente ad alta temperatura con elevata densità di neutroni. Nel processo r, dei nuclei pesanti sono bombardati con un forte flusso di neutroni, formando così nuclei ricchi di neutroni fortemente instabili, i quali rapidamente vanno in decadimento beta per formare nuclei più stabili ma con un elevato numero atomico e stesso peso atomico. Il flusso di neutroni è sorprendentemente elevato, di circa 1022 neutroni per centimetro quadrato al secondo. I primi calcoli di un processo r dinamico che mostra l'evoluzione nel tempo dei risultati calcolati suggeriscono che l'abbondanza di questi processi sono una sovrapposizione di differenti flussi neutronici. I flussi minori producono il primo picco di abbondanza di processi r intorno al peso atomico A=130, ma non di quegli elementi chiamati attinoidi, mentre un grande flusso produce anche attinoidi come l'uranio ed il torio, ma mantengono il picco di abbondanza A=130 per breve tempo. Questi processi avvengono in un tempo compreso tra una frazione di secondo e alcuni secondi, a seconda delle caratteristiche ambientali. Centinaia di pubblicazioni hanno utilizzato questo modello tempo-dipendente. Molto curiosamente, l'unica supernova vicina osservata in epoca recente, la SN 1987a, non ha mostrato arricchimenti di processi r. Una teoria prevede che i prodotti del processo r possano essere espulsi da alcune supernovae, ma vengano catturati in altre come parte della stella di neutroni restante o del buco nero.